# Sebastiano Pellegrin
Sebastiano Pellegrin (* 4. Februar 1994) ist ein ehemaliger italienischer Skilangläufer.

## Werdegang
Pellegrin gab im Dezember 2014 in Hochfilzen sein Debüt im Alpencup und belegte dort Rang 47 im Sprint sowie jeweils den 48. Platz über 10 km klassisch und 10 km Freistil. Seine erste Punkteplatzierung erreichte er im Januar 2015 mit Platz 25 über 15 km klassisch in Oberwiesenthal. Im Dezember 2015 gelang Pellegrin in Prémanon mit Platz 17 über 15 km klassisch seine erste Top-20-Platzierung. Im Januar 2016 erreichte er in Planica über 15 km Freistil erneut einen 17. Platz. Beim Alpencup in Campra im Februar 2016 erreichte Pellegrin mit Platz zwei im Sprint das Podium. In der Saison 2016/17 lief er in Toblach sein ersten Weltcuprennen, welches er auf dem 62. Platz im Sprint beendete und erreichte in Ulricehamn mit dem 32. Platz über 15 km Freistil sowie mit dem fünften Rang mit der Staffel seine besten Ergebnisse im Weltcup. Letztmals im Weltcup startete er im Januar 2018 in Seefeld in Tirol, wobei er den 86. Platz im 15-km-Massenstartrennen errang.

## Persönliches
Pellegrin ist der Bruder von Mattia Pellegrin, der ebenfalls Skilangläufer war.